# Yasmim (futebolista)
Yasmim Assis Ribeiro, mais conhecida como Yasmim (Governador Valadares, 28 de outubro de 1996) é uma futebolista brasileira que atua como lateral-esquerda ou meio-campista. Atualmente, defende o Real Madrid.
A jogadora conquistou a Libertadores de 2017 pelo Corinthians/Audax, se manteve no clube do Parque São Jorge após o fim da parceria entre as equipes e se sagrou campeã do Campeonato Brasileiro de 2018, ano em que foi eleita a melhor lateral-esquerda da competição. Em agosto de 2020, a atleta anunciou seu retorno ao clube paulista após uma temporada no Benfica.

## Carreira
Yasmim começou a jogar pelo AABB do bairro São João, na cidade mineira de Pouso Alegre. Em 2014, a jogadora foi contratada pelo São José E.C. As atuações chamaram a atenção de Doriva Bueno, ex-técnico da Seleção Brasileira Sub-20, que passou a convocar Yasmim. Pela equipe de base, ela integrou o grupo que conquistou o Campeonato Sul-Americano Feminino Sub-20 em 2015  e disputou a Copa do Mundo da categoria em 2016.
Em 2017, Yasmim foi contratada pelo Corinthians/Audax e logo se sagrou campeã da Copa Libertadores da América. No ano seguinte, após o fim da parceria entre os clubes, ficou no Corinthians, por onde foi vice-campeã do Paulista Feminino de 2018 e campeã do Brasileirão de 2018. Ela disputou 39 jogos na temporada e marcou um gol pelo clube do Parque São Jorge, justamente na final contra o Rio Preto, vencida pelo Corinthians por 4 a 0.
As atuações renderam o título de melhor lateral-esquerda do torneio no Prêmio Brasileirão.
Em janeiro de 2019, foi contratada pelo Benfica, de Portugal. A equipe foi campeã da Taça de Portugal Feminina e Yasmim voltou a ser decisiva na partida que valeu o título ao marcar um gol de falta e dar assistência para a brasileira Ana Vitória marcar um dos gols na vitória por 4 a 0 sobre o Valadares Gaia. Pelo Benfica, Yasmim também conquistou o Campeonato Nacional II Divisão Feminino. A equipe do Benfica se destacou pela alta média de gols por partida e por ter batido o recorde de maior número de gols em uma mesma partida ao vencer o CP Pego por 32 a 0. Em agosto de 2020, a jogadora anunciou o seu retorno ao clube paulista.

## Títulos
Seleção Brasileira Sub-20
- Campeonato Sul-Americano Sub-20: 2014, 2015

São José
- Campeonato Paulista: 2014, 2015

Corinthians/Audax
- Copa Libertadores da América: 2017

Corinthians
- Campeonato Brasileiro: 2018, 2020, 2021, 2022, 2023, 2024
- Copa Libertadores da América: 2021, 2023, 2024
- Campeonato Paulista: 2020, 2021, 2023
- Supercopa do Brasil: 2022, 2023, 2024
- Copa Paulista: 2022

Benfica
- Taça de Portugal: 2018/19
- Supertaça de Portugal: 2019

### Prêmios individuais
- Bola de Prata - Melhor lateral: 2021, 2023